# Brandon Thomas (baloncestista)
Brandon Omar Thomas (nacido el 17 de agosto de 1984 en Bitburgo, Alemania) es un jugador de baloncesto estadounidense. Con 1,98 de estatura, juega en la posición de alero. Actualmente juega para Artland Dragons en la ProA de Alemania.

## Trayectoria deportiva
Formado en las Universidades de Long Island y  Massachusetts, dio el salto a Europa en 2007 de la mano del Team FOG Naestved, con el que fue el máximo anotador de la Liga de Dinamarca (24,5 puntos por partido). Austria (Kraftwerk Wels) sería su siguiente destino antes de asentarse en Alemania.
New Yorker Phantoms fue su primer equipo en el país teutón para después pasar por Bayern Múnich y Artland Dragons con una corta experiencia en el Vanoli Cremona italiano.
Thomas acabó la temporada 2014/15 en el Nanterre sustituyendo al lesionado Mykal Riley. Antes había promediado 12 puntos, 3,1 rebotes y 2,2 asistencias en la Bundesliga con los desaparecidos Dragons y 10,9 tantos, 1,9 rechaces y 1,8 asistencias en la Eurocup. En septiembre de 2015 ficha por el CB Estudiantes.
El 18 de febrero de 2016 se anuncia el acuerdo de desvinculamiento del jugador con el Estudiantes, dejando de pertenecer al equipo madrileño.